# سالواتوره اسپوزیتو (بازیکن فوتبال، زاده ۲۰۰۰)
سالواتوره اسپوزیتو (انگلیسی: Salvatore Esposito؛ زادهٔ ۷ اکتبر ۲۰۰۰) بازیکن فوتبال اهل ایتالیا است که برای باشگاه فوتبال اسپتزیا به عنوان هافبک بازی می کند.
از باشگاه‌هایی که در آن بازی کرده‌است می‌توان به باشگاه فوتبال کیه‌وو ورونا و باشگاه فوتبال اسپال اشاره کرد.
وی همچنین در تیم‌های ملی فوتبال زیر ۱۹ سال ایتالیا، زیر ۲۰ سال ایتالیا، و زیر ۲۱ سال ایتالیا بازی کرده‌است.
او برادر بزرگتر فرانچسکو اسپوزیتو و سباستیانو اسپوزیتو است.